# Olibrus corticalis
Olibrus corticalis là một loài bọ cánh cứng trong họ Phalacridae. Loài này được Panzer miêu tả khoa học năm 1792.

## Hình ảnh

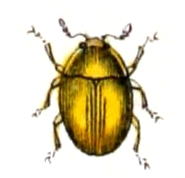